# Sekundærrute

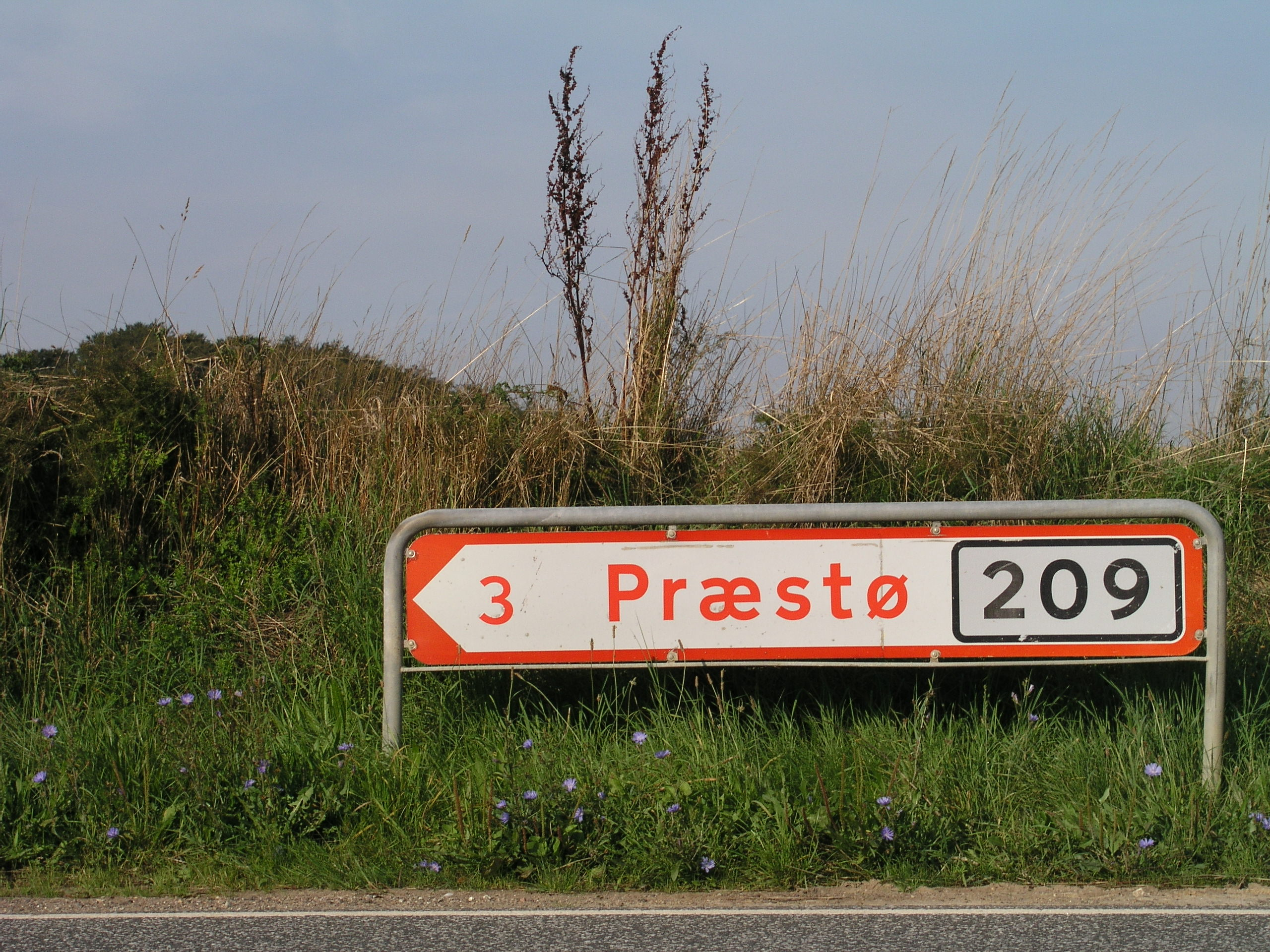
Sekundærrute-Schild (Rute 209) 3 km vor Præstø

Eine Sekundærrute (Pl.: Sekundærruter, dt.: Sekundärroute) ist eine mit einer Identifikationsnummer versehene Landstraße in Dänemark. Sekundärrouten verbinden kleinere Städte und die Primärrouten.
Sekundärrouten werden ausgewiesen mit weißen Schildern (Primärrouten gelb) und sind dreistellig nummeriert. In Ballungsräumen besitzen auch die Ringstraßen (dänisch ringvej) den Status von Sekundärrouten, sie sind als O1, O2 usw. ausgeschildert.
Derzeit gibt es in Dänemark insgesamt 152 Strecken mit Sekundärrouten-Nummerierung. Die niedrigste vergebene Nummer ist 150, die höchste 597 (Stand: September 2011). Einzelne Abschnitte können als Autobahn ausgebaut sein.

## Als Autobahn ausgebaute Sekundärrouten
Jütland
- Århus Syd Motorvejen Rute 501 (Einfallsstraße von Hørning nach Aarhus-Viby)
- Messemotorvejen (Snejbjerg/Sinding – Vildbjerg), voraussichtlich 2017

Insel Seeland
- Lyngbymotorvejen Rute 201 (Zubringer von Virum zum Motorring 3)